# Rotary
Rotary – polski zespół rockowy, powstały w 1996 roku we Wrocławiu.

## Historia
Zespół powstał w okresie szczytu zainteresowania britpopem w Polsce, w tym samym czasie popularność zdobyły grupy Myslovitz i Lizar, z którymi grupa była często porównywana.
Nazwa grupy pochodzi od urządzenia „rotary speaker” (rotujący głośnik), wydającego specyficzne brzmienie gitar, którym charakteryzuje się muzyka grana przez zespół.
Rotary debiutował w 1996 roku singlem „Satelita”, do którego nagrano klip, uznawany za najdroższy polski teledysk w tamtym okresie.
W branży muzycznej zespół określany jest terminem „artysta jednego przeboju” dzięki przebojowi „Na jednej z dzikich plaż”, który wraz z utworem „Satelita” promował ich debiutancki album Rotary. Utwór uznawany jest za najbardziej znaną piosenkę w historii grupy.
Grupa muzyczna zakończyła swoją działalność w 1998 roku, po czym reaktywowała się dekadę później. W 2012 roku Kamil Mikuła wraz z Grzegorzem Porowskim ponownie zawiesili działalność zespołu, tworząc jednocześnie grupę muzyczną Loka.

## Dyskografia
| Rok  | Tytuł                                                             |
| ---- | ----------------------------------------------------------------- |
| 1996 | Rotary - Wydany: 6 maja 1996 - Wytwórnia: PolyGram                |
| 1998 | Retronova - Wydany: 16 marca 1998 - Wytwórnia: PolyGram           |
| 2009 | Roboty i romantycy - Wydany: 5 czerwca 2009 - Wytwórnia: My Music |

| Rok                                                | Tytuł                                     | Pozycja na liście | Pozycja na liście | Pozycja na liście |
| Rok                                                | Tytuł                                     | LP3               | SLiP              | WiR               |
| -------------------------------------------------- | ----------------------------------------- | ----------------- | ----------------- | ----------------- |
| 1996                                               | „Satelita”                                | –                 | 5                 | –                 |
| 1996                                               | „Na jednej z dzikich plaż”                | 18                | 2                 | –                 |
| 1996                                               | „Podchodzisz więc przytulam Cię”          | –                 | 34                | –                 |
| 1998                                               | „Opowieść (zapisana na barowej serwetce)” | –                 | –                 | 11                |
| 1999                                               | „Dzieci śpiące w naszych ciałach”         | –                 | –                 | –                 |
| 2009                                               | „Pomyśl o mnie jeden raz”                 | –                 | –                 | –                 |
| „–” oznacza, że singel nie był notowany na liście. |                                           |                   |                   |                   |